# Дюфило, Жак
Жак Габриель Дюфило (фр. Jacques Gabriel Dufilho, правильное написание фамилии — Дюфийо; 19 февраля 1914, Бегль, Франция — 28 августа 2005) — французский актёр.

## Биография
Жак Габриель Дюфийо родился 19 февраля 1914 в Бегль (департамент Жиронда во Франции) в семье аптекаря. Занимался сельским хозяйством, после чего в 1938 году уехал в Париж, чтобы учиться актёрскому искусству. Поступив в актёрскую школу знаменитого Шарля Дюллена, Дюфило учился у него вместе с Жаном Маре и Аленом Кюни. В 1939 году дебютировал как театральный актёр.
В конце 1930-х годах участвовал в боевых действиях Второй мировой войны; во время нацистской оккупации Франции прятал в своей квартире подпольщиков и помогал им перебраться через испанскую границу.
За время своей карьеры в кино Жак Дюфило снялся почти в 160 фильмах французского и итальянского производства. Играл, как правило, роли второго плана, зачастую комические. Однако актёра снимали такие именитые режиссёры, как Анри-Жорж Клузо, Жан Деланнуа, Луи Маль, Жан-Пьер Моки, Вернер Херцог и Мишель Девиль. Свою лучшую и одну из редких в своей фильмографии главных ролей Дюфило сыграл в «чёрной» комедии Жана-Луи Трентиньяна «Один напряжённый день» (фр. Une journee bien remplie). Две актёрские премии «Сезар» Жак Дюфило получил за роли судового механика в фильме «Краб-барабанщик» (фр. Le Crabe-Tambour, 1978) и одинокого гея в фильме «Плохой сын» (фр. Un mauvais fils, 1981) Клода Соте.
Среди лучших театральных работ Жака Дюфило роли в «Скупом» Мольера (1962), «Сторожа» Гарольда Пинтера (1969), «Визит дамы» Фридриха Дюрренматта, которые считаются классикой французской актёрского мастерства.
Умер Жак Дюфило 28 августа 2005 на 92-м году жизни. После прощания в церкви Сент-Мари-де-Миранд актёр был похоронен на кладбище в Понсампере (департамент Жер). В некрологах актёра грубовато-ласково называют la gueule, выразительной «мордой» французского кино.